# Petites Murailles
Le Petites Murailles (pron. fr. AFI: [pətit myʁaj]) sono una cresta montuosa che separa la Valtournenche dalla Valpelline. Sono la continuazione meridionale delle Grandes Murailles. Come queste ultime, la loro cresta è molto affilata e frastagliata.

## Descrizione
Le cresta delle Petites Murailles inizia dalla Punta Budden e termina al Mont Blanc du Créton.

## Classificazione
La SOIUSA vede le Petites Murailles insieme alle Grandes Murailles come un sottogruppo alpino con la seguente classificazione:
- Grande parte = Alpi Occidentali
- Grande settore = Alpi Nord-occidentali
- Sezione = Alpi Pennine
- Sottosezione = Alpi del Weisshorn e del Cervino
- Supergruppo = Catena Bouquetins-Cervino
- Gruppo = Gruppo Dent d'Hérens-Cervino
- Sottogruppo = Sottogruppo delle Grandes et Petites Murailles
- Codice = I/B-9.II-A.2.c

## Vette

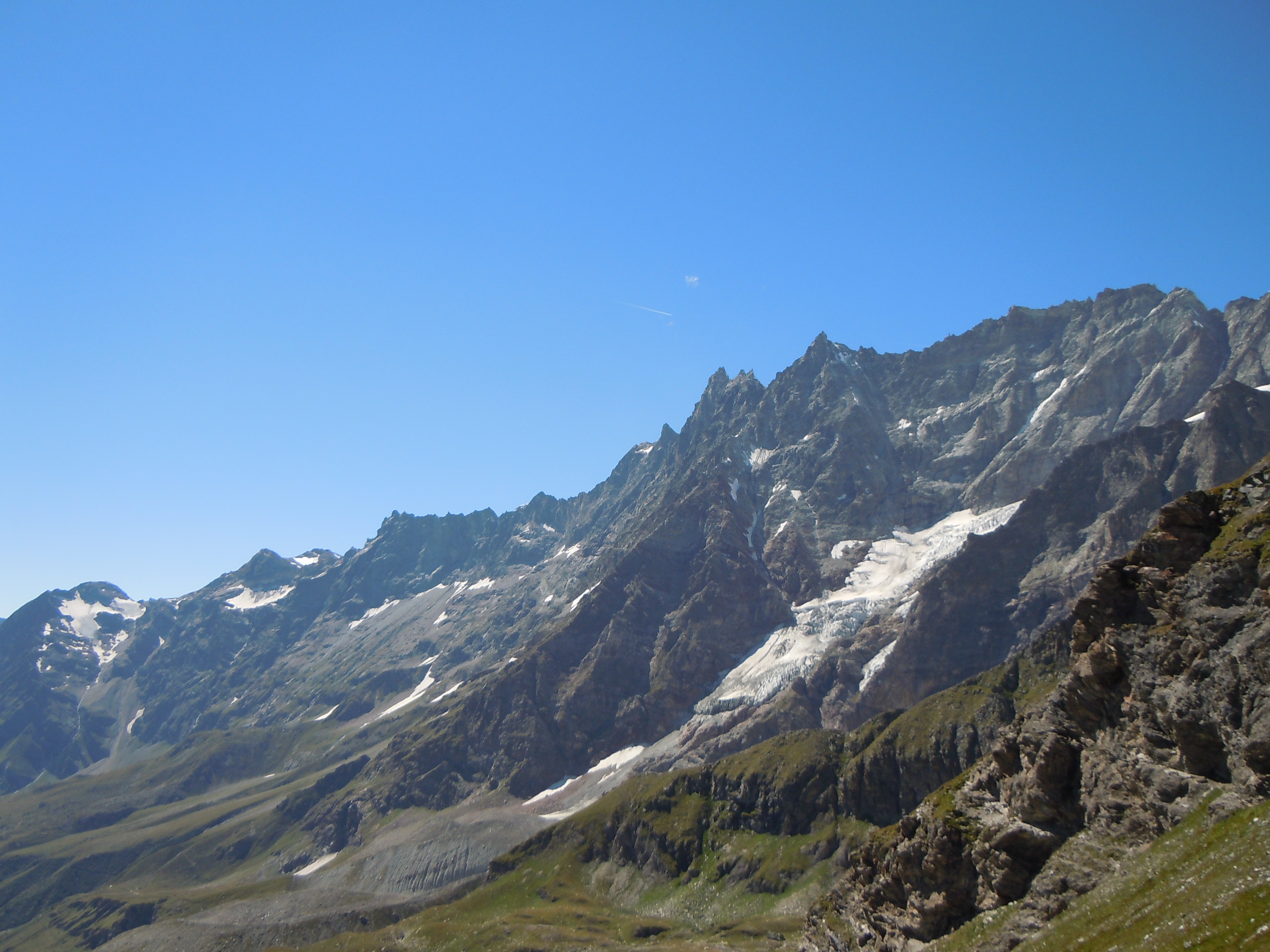
Le Grandes Murailles e le Petites Murailles riprese dall'Oriondé. È visibile anche il Mount Rous

- Punta Budden (3630 m s.l.m.): si eleva tra il col Budden (dove è situato il bivacco Paoluccio - 3572 m s.l.m.) e la Breche des Petites Murailles. È una cima a forma di piramide triangolare e la si può raggiungere partendo dal Rifugio Bobba o dal Rifugio Prarayer.
- Tour du Créton (3579 m s.l.m.): è una cima situata a nord del Col du Créton (3320 m s.l.m.). È possibile accedervi partendo dalla Valpelline e servendosi del Bivacco Laura Florio, situato sul Col du Créton.
- Mont Blanc du Créton (3406 m s.l.m.): è una vetta con una roccia più chiara rispetto alle montagna che la circondano ed è poco frequentata. La si può raggiungere partendo dal rifugio Prarayer e servendosi del Bivacco Laura Florio. Questa ascensione può essere associata alla salita dello Château des Dames.

## Rifugi e bivacchi
- Rifugio Giovanni Bobba - 2769 m.
- Rifugio Prarayer - 2005 m.
- Bivacco Laura Florio - 3320 m.
- Bivacco Paoluccio - 3572 m.